# Liste d'églises catholiques disparues à Paris
Cet article recense les églises et édifices religieux disparus de Paris, en France (liste non exhaustive).

## Île de la Cité
- Ancienne cathédrale
  - Cathédrale Saint-Étienne

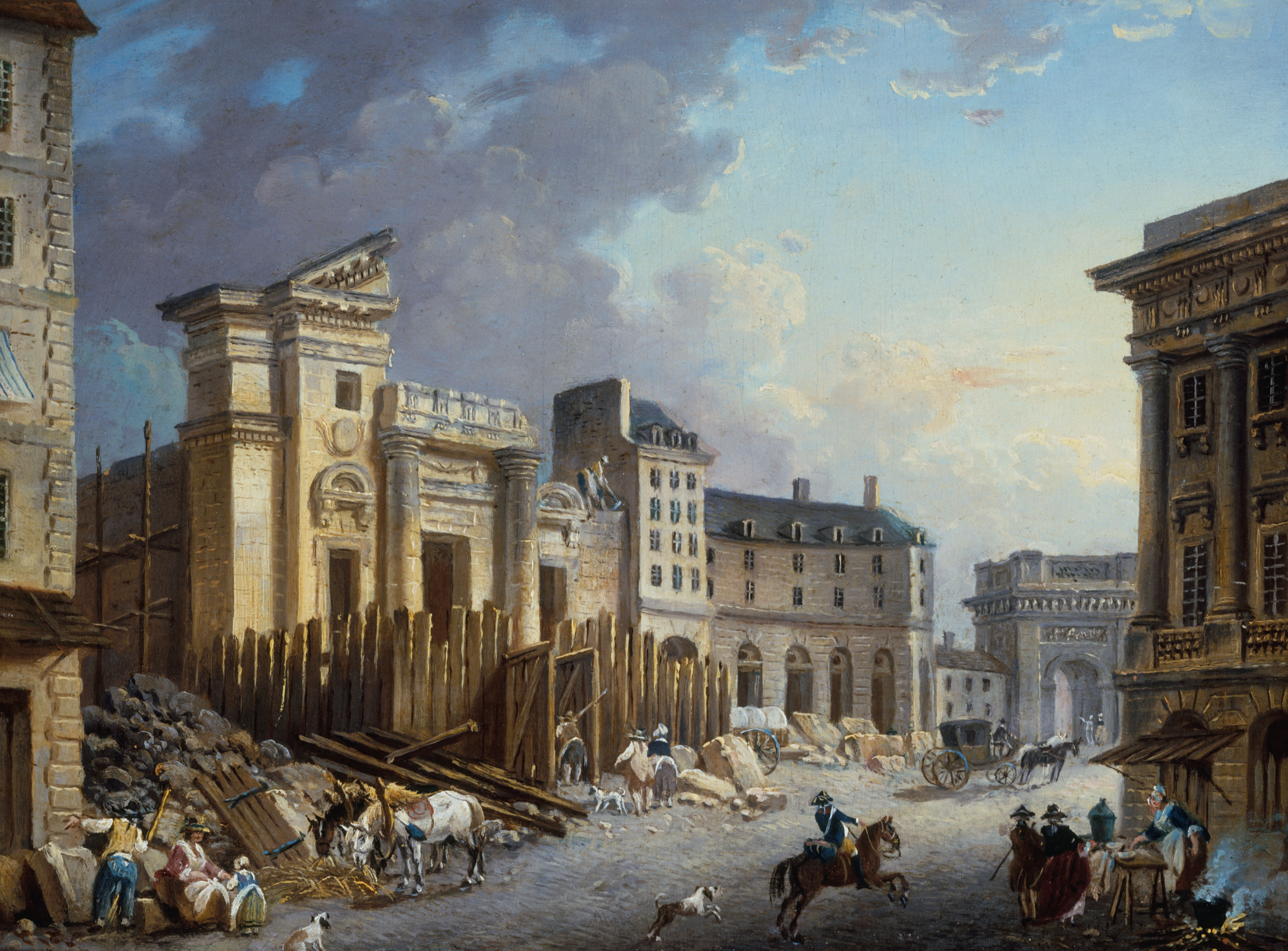
Démolition de l'église Saint-Barthélemy en 1791 - Pierre-Antoine Demachy, musée Carnavalet.

- Anciennes églises paroissiales et cathédrales
  - Église Saint-Barthélemy
  - Église Saint-Christophe
  - Église Sainte-Croix de la Cité
  - Église Saint-Denis-de-la-Chartre
  - Église Saint-Denis-du-Pas
  - Église Sainte-Geneviève-des-Ardents
  - Église Saint-Germain-le-Vieux
  - Église Saint-Jean-le-Rond
  - Église Saint-Landry
  - Église Saint-Symphorien de la Cité, voir : Église Saint-Symphorien-de-la-Chartre, chapelle Saint-Luc à partir de 1704
  - Église de la Madeleine-en-la-Cité
  - Église Sainte-Marine
  - Église Saint-Martial
  - Église Saint-Pierre-aux-Bœufs
  - Église Saint-Pierre-des-Arcis

- Anciennes églises dépendantes d'un couvent
  - Église Saint-Éloi (ou église des Barnabites)
  - Église Saint-Symphorien-des-Vignes

- Anciennes chapelles
  - Chapelle Saint-Aignan
  - Chapelle Saint-Luc, ex-église Saint-Symphorien-de-la-Chartre
  - Chapelle Saint-Michel-du-Palais
  - Chapelle Saint-Christophe de Paris

## Rive gauche
- Anciennes églises paroissiales

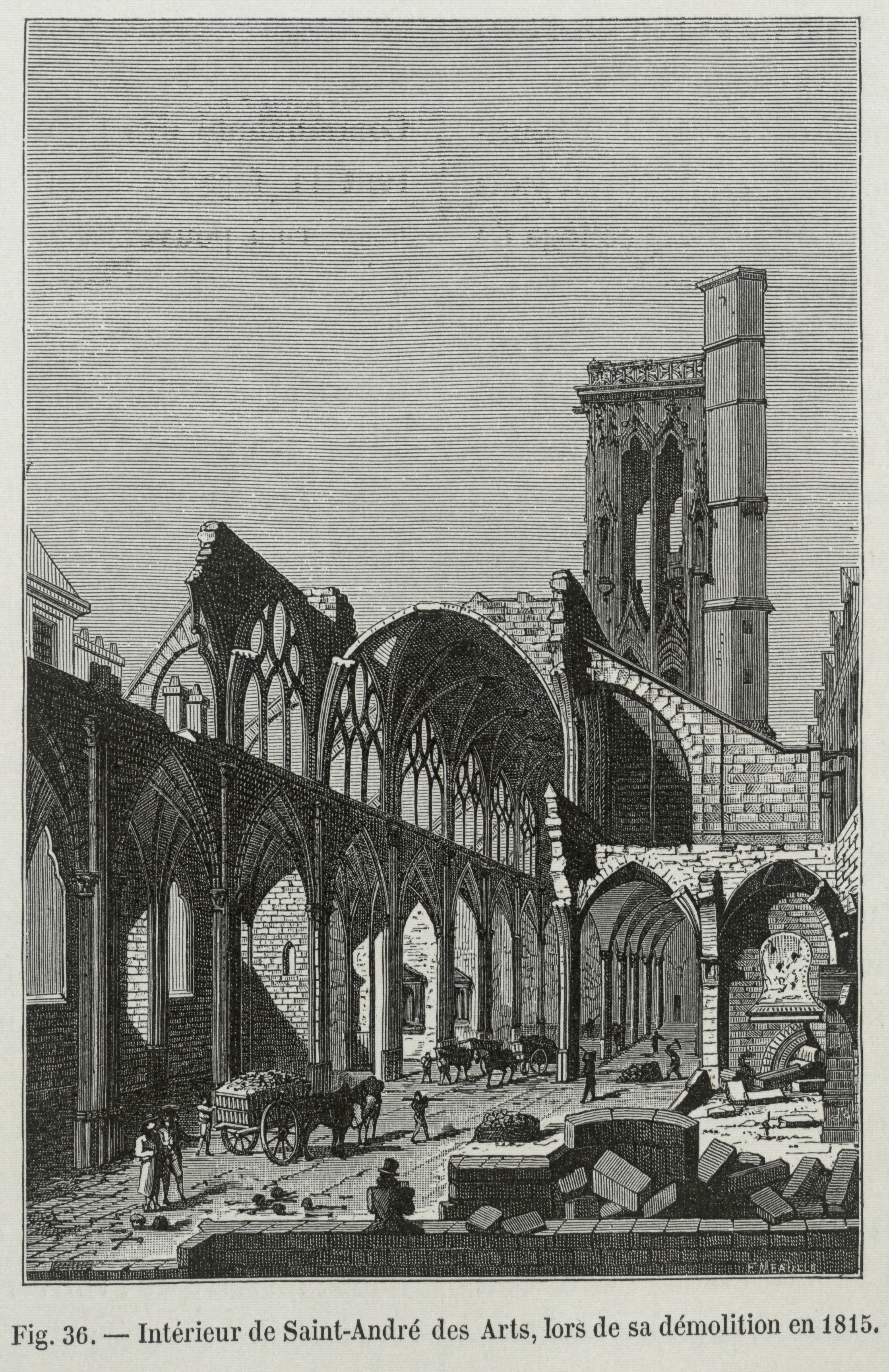
L'église Saint-André-des-Arts lors de sa démolition, d'après une restitution lithographique de Theodor Josef Hubert Hoffbauer.

  - Église Saint-André-des-Arts, à l'emplacement de la place Saint-André-des-Arts (6e arrondissement)
  - Église Saint-Benoît-le-Bétourné, et cloître du même nom, dont le bâtiment logea le Théâtre du Panthéon, rue Saint-Jacques, à l'angle avec l'actuelle rue des Écoles (5e arrondissement)
  - Église Saint-Côme-Saint-Damien, à l'angle de l'actuelle rue de l’École-de-Médecine et de la rue de la Harpe (absorbée par le boulevard Saint-Michel) (6e arrondissement)
  - Église Saint-Étienne-des-Grès, à l'angle de la rue Saint-Jacques et de l'ancienne rue Saint-Étienne des Grès (actuelle rue Cujas) (5e arrondissement)
  - Église Saint-Hilaire-du-Mont, à l'angle de l'actuelle rue Valette et de l'actuelle rue de Lanneau (5e arrondissement)
  - Ancienne église Saint-Hippolyte, à l'emplacement du no 12 de l'actuel boulevard Arago (13e arrondissement)
  - Église Saint-Marcel de la Maison-Blanche, au no 76 avenue d'Italie (13e arrondissement)
  - Église Saint-Martin, en face de la collégiale Saint-Marcel, à l'emplacement de la rue de la Collégiale (5e arrondissement)

- Anciennes collégiales
  - Collégiale Saint-Marcel, au sud de l'actuel boulevard Saint-Marcel et à l'ouest de l'actuelle rue Michel-Peter (13e arrondissement)

- Anciennes églises dépendantes d'une abbaye
  - Église de l'abbaye Saint-Victor, à l'emplacement de la rue Jussieu (5e arrondissement)

- Anciennes églises dépendantes d'un couvent
  - Église du couvent des Carmélites du faubourg Saint-Jacques
  - Église Sainte-Claire l'Ourcine du couvent des Cordelières
  - Église du couvent des Cordeliers
  - Église du couvent des Grands-Augustins
  - Église du couvent des Jacobins, rue Saint-Jacques (5e arrondissement)
  - Chapelle de la communauté de Sainte-Pélagie, à l'angle de la rue du Puits-de-l'Ermite et de la  rue de la Clef (5e arrondissement)
  - Église du Noviciat des Jésuites de Paris, au niveau du 82 de l'actuelle rue Bonaparte
  - Église Sainte-Anne-la-Royale du couvent des Théatins, quai Voltaire

- Anciennes chapelles
  - Chapelle Saint-Clément, remplacée par la collégiale Saint-Marcel
  - Ancienne chapelle Saint-Yves
  - Église Sainte-Marie-l'Égyptienne

## Rive droite
- Anciennes églises paroissiales

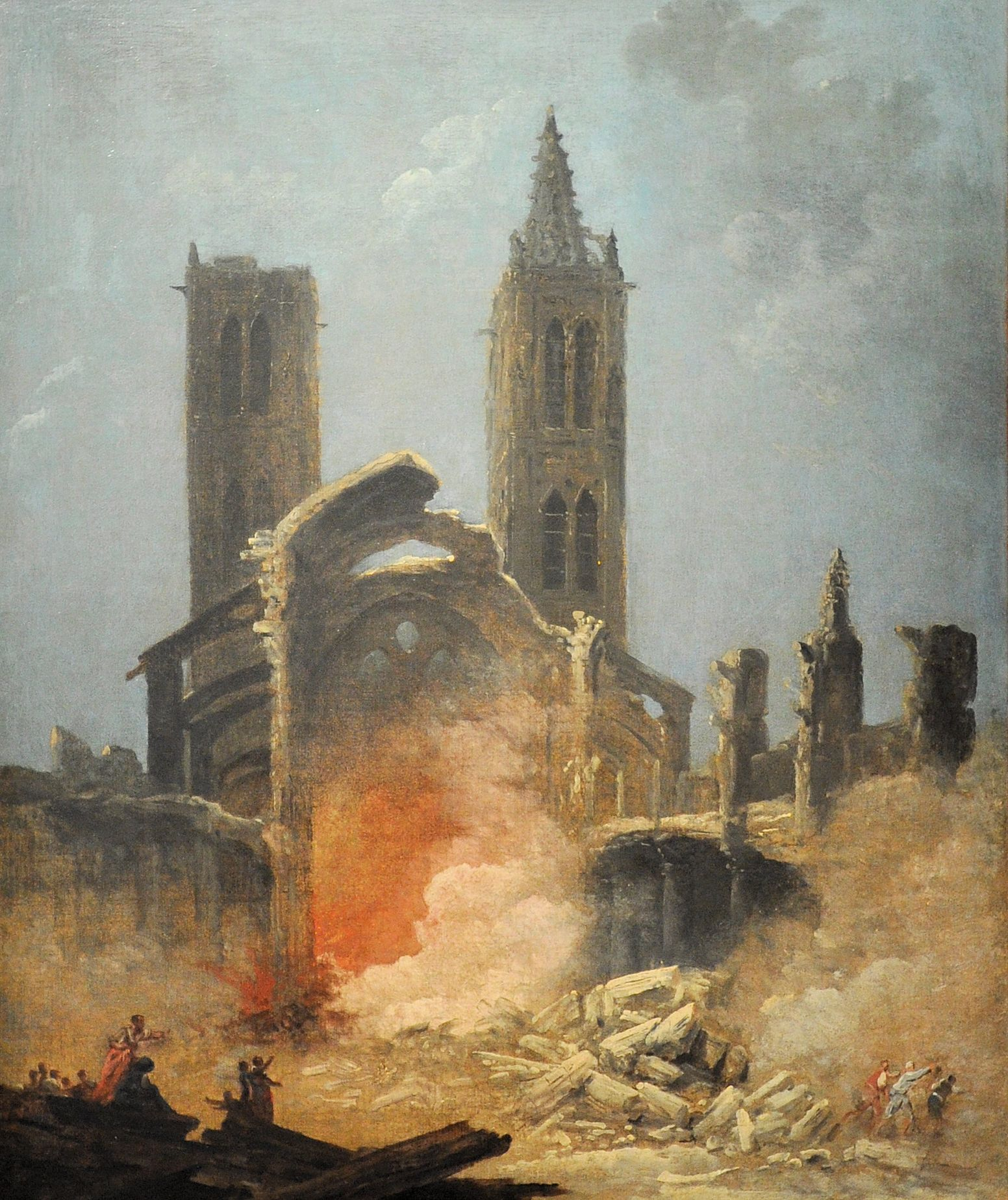
Démolition de l'église Saint-Jean-en-Grève par Hubert Robert (vers 1800, musée Carnavalet).

  - Ancienne église de la Madeleine, à l'angle de la rue de la Ville-l'Évêque et de la rue de la Madeleine (actuelles rue Boissy-d'Anglas et rue Pasquier), devant l'actuel no 8 boulevard Malesherbes (8e arrondissement)
  - Église Saint-Jacques-la-Boucherie, à l'emplacement du square de la Tour-Saint-Jacques (4e arrondissement)
  - Église Saint-Jean-en-Grève, à l'emplacement de la rue de Lobau (4e arrondissement)
  - Église Saint-Josse, à l’angle de la rue Quincampoix et de la rue Aubry-le-Boucher (4e arrondissement)
  - Église Saint-Leufroy, à l'emplacement de la place du Châtelet (4e arrondissement)
  - Église Saint-Paul-des-Champs, rue Saint-Paul (4e arrondissement)
  - Église Saint-Sauveur, à l'angle de la rue Saint-Sauveur et de la rue Saint-Denis (2e arrondissement)
  - Église Sainte-Opportune, place Sainte-Opportune (1er arrondissement)
  - Église des Saints-Innocents, à l'angle de la rue Saint-Denis et de l'actuelle rue Berger (1er arrondissement)

- Anciennes collégiales
  - Collégiale Saint-Honoré, rue Saint-Honoré, à l'emplacement du ministère de la Culture (1er arrondissement)
  - Collégiale Saint-Louis-du-Louvre, à l'emplacement du pavillon Denon du palais du Louvre (1er arrondissement)
  - Collégiale Saint-Nicolas-du-Louvre, à l'emplacement du pavillon Denon du palais du Louvre (1er arrondissement)
  - Collégiale du Saint-Sépulcre, rue Saint-Denis, à l'emplacement de la partie est de la rue de la Cossonnerie (1er arrondissement)
  - Collégiale Saint-Thomas-du-Louvre, à l'emplacement du pavillon Denon du palais du Louvre (1er arrondissement)

- Anciennes églises dépendantes d'une abbaye
  - Église de l'abbaye de Montmartre, à l'est de la place des Abbesses, à l'emplacement de la rue Yvonne-le-Tac (18e arrondissement)
  - Église de l'abbaye royale de Longchamp, à l’emplacement de l'hippodrome de Longchamp et du château de Longchamp (16e arrondissement)
  - Église de l'abbaye Saint-Antoine-des-Champs, à l'emplacement de l'hôpital Saint-Antoine (12e arrondissement)
  - Église de l'abbaye Saint-Magloire, puis du second couvent des Filles-Pénitentes, rue Saint-Denis, à l'emplacement de la rue Rambuteau (1er arrondissement)
  - Chapelle Notre-Dame ou de la Vierge dans le clos de l'abbaye Saint-Martin, à l'emplacement du bâtiment d'accueil du musée des Arts et Métiers (3e arrondissement)
  - Chapelle Saint-Michel dans le clos de l'abbaye Saint-Martin, à l'emplacement des actuels nos 35-37 rue Réaumur (3e arrondissement)

- Anciennes églises dépendantes d'un couvent
  - Église du couvent des Bénédictines de la Ville l'Évêque (ou prieuré de Notre-Dame-de-Grâce), entre le boulevard Malesherbes, la rue de l'Arcade, le passage de la Madeleine, la place de la Bourse (8e arrondissement)
  - Église du prieuré des Bénédictines du Bon-Secours, rue de Charonne (11e arrondissement)
  - Église du couvent des Capucins, rue Saint-Honoré à l'ouest de la rue de Castiglione (1er arrondissement)
  - Église du couvent des Capucines, rue Danielle-Casanova et rue des Capucines, à l'emplacement de la rue de la Paix (2e arrondissement)
  - Église du couvent des Carmélites de la rue Chapon, à l'angle de la rue Beaubourg et de la rue de Montmorency (3e arrondissement)
  - Église du couvent des Célestins, à l'emplacement du boulevard Henri-IV, au niveau de la rue de Sully (4e arrondissement)
  - Église du couvent des Filles de la Croix, à l'emplacement du palais de la Femme, rue de Charonne (11e arrondissement)
  - Église du couvent des Filles-Dieu, à l'emplacement du passage du Caire (2e arrondissement)
  - Église du premier couvent des Filles-Pénitentes, à l'emplacement de la Bourse de commerce de Paris (1er arrondissement)
  - Église du couvent des Filles du Sauveur, rue Béranger, à l'emplacement du passage Vendôme (3e arrondissement)
  - Église du couvent des Filles-Saint-Thomas, à l'emplacement de la place de la Bourse et du palais Brongniart (2e arrondissement)
  - Église du couvent des Filles de Saint-Chaumont ou de l'Union-Chrétienne, à l'angle de la rue Saint-Denis et de la rue de Tracy (2e arrondissement)
  - Chapelle Sainte-Anne du couvent du Petit-Saint-Chaumont, no 30 rue de la Lune (2e arrondissement)
  - Église du couvent des Jacobins de la rue Saint-Honoré, rue Saint-Honoré (1er arrondissement)
  - Église du couvent des Madelonnettes, rue des Fontaines-du-Temple, à l'emplacement de la rue de Turbigo (3e arrondissement)
  - Église Saint-Bernard du couvent des Feuillants, rue Saint-Honoré à l'est de la rue de Castiglione (1er arrondissement)
  - Église du couvent des Minimes de Nigeon, entre les rues Beethoven, Chardin et le boulevard Delessert (16e arrondissement)
  - Église du couvent des Minimes de Vincennes, à l'emplacement du lac des Minimes dans le bois de Vincennes (20e arrondissement)
  - Église du couvent des Minimes de la place Royale, à l'emplacement de la rue de Béarn (3e arrondissement)
  - Église du couvent des moines de Picpus, rue de Picpus, à l'emplacement de la rue Santerre et de la rue Dagorno (12e arrondissement)
  - Église du couvent des moines de Picpus à Belleville, rue Levert (20e arrondissement)
  - Église du couvent des Pères de Nazareth, à l'angle de la rue du Temple et de la rue du Vertbois, à l'emplacement de la place Élisabeth-Dmitrieff (3e arrondissement)
  - Chapelle des Filles de la charité de Saint Vincent de Paul (ou des Filles Grises), à l'angle de la rue Saint-Laurent et de la rue du Faubourg-Saint-Denis (10e arrondissement)
  - Église Sainte-Marie-du-Temple, prieuré hospitalier du Temple, à l'emplacement de la rue Gabriel-Vicaire et de la rue Eugène-Spuller (3e arrondissement)
  - Église du couvent des Filles de la Conception, à l'angle de la rue Saint-Honoré et de la rue Cambon (1er arrondissement)
  - Église du couvent des Petits Pères, dont la basilique Notre-Dame-des-Victoires subsiste toujours (2e arrondissement)
  - Église du couvent de la Madeleine de Traisnel, au no 100 rue de Charonne (11e arrondissement)
  - Église du couvent Sainte-Catherine-du-Val-des-Écoliers, dite également église Sainte-Catherine-de-la-Couture, à l'emplacement de la rue d'Ormesson, de la rue Caron et de la place du Marché-Sainte-Catherine (4e arrondissement)
  - Église du couvent des Ursulines de Sainte-Avoye qui  était située à l'emplacement du 4 rue Geoffroy-l'Angevin.
- Anciennes chapelles d'hôpital
  - Chapelle de l'hôpital des Hospitalières de la Charité Notre-Dame, à l'emplacement de l'actuelle rue Roger-Verlomme (3e arrondissement)
  - Chapelle Saint-Julien de l'hospice des Enfants-Rouges, no 90 rue des Archives (vestiges) (3e arrondissement)
  - Chapelle de l'hôpital des Haudriettes, à l'emplacement de l'hôtel de ville de Paris (4e arrondissement)
  - Chapelle du premier hôpital des Quinze-Vingts, rue Saint-Honoré, à l'emplacement de la rue de Rohan (1er arrondissement)
  - Chapelle de l'hôpital du Saint-Esprit, à l'emplacement de l'hôtel de ville de Paris (4e arrondissement)
  - Chapelle de l'hôpital Saint-Lazare, rue du Faubourg-Saint-Denis, à l'emplacement du square Alban-Satragne (10e arrondissement)
  - Chapelle de l'hôpital du Saint-Nom-de-Jésus, rue du Faubourg-Saint-Martin, à l'emplacement de la gare de l'Est (10e arrondissement)
  - Chapelle de l'hôpital Sainte-Catherine,  à l’angle de la rue des Lombards et de la rue Saint-Denis (1er arrondissement)
  - Chapelle de l'hôpital de la Trinité, rue Saint-Denis , au nord de la rue Greneta (2e arrondissement)
  - Église Saint-Julien-des-Ménétriers, no 170 rue Saint-Martin (3e arrondissement)

- Anciennes chapelles de cimetières
  - Chapelles du cimetière des Innocents (chapelle d'Orgemont, chapelle de Villeroy, chapelle de Pommereux), actuelle place Joachim-du-Bellay (1er arrondissement)
  - Chapelle Saint Jean Porte latine, rattachée au cimetière Saint-Eustache, rue du Faubourg-Montmartre, à l'est de l'actuelle place Kossuth (9e arrondissement)
  - Chapelle du cimetière Saint-Joseph, à l'angle de la rue Montmartre avec la rue du Croissant au nord et la rue Saint-Joseph au sud (2e arrondissement)

- Anciennes chapelles
  - Chapelle du Châtelet
  - Chapelle de la Reine, hôtel de Soissons, à l'angle de la rue Coquillière et de la rue de Grenelle-Saint-Honoré (partie disparue) (1er arrondissement)
  - Chapelle Saint-Clair
  - Chapelle Saint-Éloi, chapelle de la confrérie des orfèvres, rue des Orfèvres (1er arrondissement)
  - Chapelle Saint-Michard
  - Chapelle Saint-Nicolas-du-Roule dans la Folie Beaujon, entre les actuelles rue Balzac et Berryer (8e arrondissement)
  - Chapelle Sainte-Anne, succursale de l'abbaye de Montmartre, no 77 rue du Faubourg-Poissonnière (9e arrondissement)
  - Chapelle Sainte-Marie-l'Égyptienne, chapelle de la confrérie des drapiers, à l'angle de la rue Montmartre et de la rue de la Jussienne (2e arrondissement)

## Pour approfondir